# Związek główny
Związek główny (łac. nexus) – relacja między podmiotem a orzeczeniem zdania. Możliwymi przypadkami są:
- związek rządu dla podmiotu logicznego[1]
- związek zgody dla pozostałych typów podmiotu[2].

Przykłady:
- Ania + tańczyła
- on + zapatrzył się